# Grimoald II (hofmeier)
Grimoald II (? - 714), was hofmeier van Neustrië vanaf 695. Hij was getrouwd met een dochter van koning Radboud. 

## Geschiedenis
Grimoald wordt gerekend tot de Pepiniden en was de tweede zoon van Pepijn van Herstal en Plectrudis. Drogo (gestorven in 708) was zijn broer. Zijn vader benoemde hem al op jonge leeftijd, in 695, tot hofmeier van het koninkrijk Neustrië. Na de door zijn vader gewonnen slag bij Tertry heeft diens volgeling Nordebert deze functie van 687 tot 695 n.Chr. bekleed als een soort regent. 
Als bezegeling van een vredesovereenkomst trad hij in 711 in het huwelijk met Thiadsvind, de dochter van de Friese koning Radboud. Zover bekend kreeg hij met haar geen kinderen; wel had hij twee bastaardzonen uit een eerdere relatie, namelijk Theudoald en Arnold. Tijdens een bedevaartstocht, op weg naar het graf van Heilige Lambertus van Maastricht bij Luik, werd Grimoald in april 714 vermoord door een sluipmoordenaar, de edelman Rantgarius, van wie wel is verondersteld dat hij van Friese afkomst was. Tegenwoordig wordt het aanwijzen van Rantgarius als moordenaar in twijfel getrokken. Het zou gaan om een constructie uit de 12e-eeuwse hagiografie (heiligenlevens), die bekendstaat om hun literaire vrijheden. Bisschop Lambertus werd rond 705 vermoord door volgelingen van Dodo, de broer of vader van Alpaida, de tweede vrouw van Pepijn van Herstal en moeder van Karel Martel. Lambertus was uitgesproken tegen de relatie geweest die Pepijn met Alpaida had, buiten zijn wettelijke huwelijk om met Plectrudis, Grimoalds moeder.
De zonen van Grimoald voerden na de dood van Pepijn van Herstal met de halfbroer van Grimoald, Karel Martel, een strijd om de macht die bekendstaat als de Frankische burgeroorlog een strijd van 715 tot 718 tussen de eerste Karolingen en de laatste Pepiniden.